# Orschel-Hagen
Orschel-Hagen ist ein Ortsteil im Norden von Reutlingen, einer Großstadt im Zentrum Baden-Württembergs. Die ursprünglich als Gartenstadt angelegte Trabantenstadt hatte im Jahr 2015 circa 6600 Einwohner.

## Geschichte
Aufgrund der starken Wohnungsnot, die in Reutlingen herrschte, wurde auf einer Fläche von etwa 80 Hektar der neue Stadtteil von 1960 bis 1970 in sieben Bauabschnitten errichtet. Nach Abschluss der Bauarbeiten zählte Orschel-Hagen etwa 10.000 Einwohner, was etwa 12,5 Prozent der Reutlinger Gesamtbevölkerung ausmachte. Die Bautätigkeiten wurden von der Gemeinnützigen Wohnungsbaugenossenschaft (GWG) organisiert und mit Finanzmitteln des Bundes unterstützt (Modellstadt).
Der Name Orschel-Hagen leitet sich von den beiden im Norden Reutlingens gelegenen Fluren ab, auf denen der Stadtteil errichtet wurde. Der Name Orschel wurde erstmals 1334 als bi Ratolf offen hinder Norsel erwähnt, im 16. Jahrhundert etablierte sich der Name Orschel. Der erste Bestandteil des Namens Norsel könnte sich auf die geographische Lage im Norden der Reutlinger Gemarkung beziehen. Wille leitet den Namensbestandteil -sel von Althochdeutsch selida (= Haus, Hütte) ab, sodass der Name Orschel auf einen kleineren Bauernhof im Norden Reutlingens Bezug genommen haben könnte. Der Name Hagen taucht erstmals 1307 als uf dem Hag auf und erschien 1454 erstmals in der heutigen Schreibweise. Wille nimmt den schwäbischen bzw. mittelhochdeutschen Ursprung Hagen (= Dornbusch, Einfriedung) an; Hagen könnte somit eine mit Dornbüschen umgrenzte Weide beschrieben haben.

## Infrastruktur

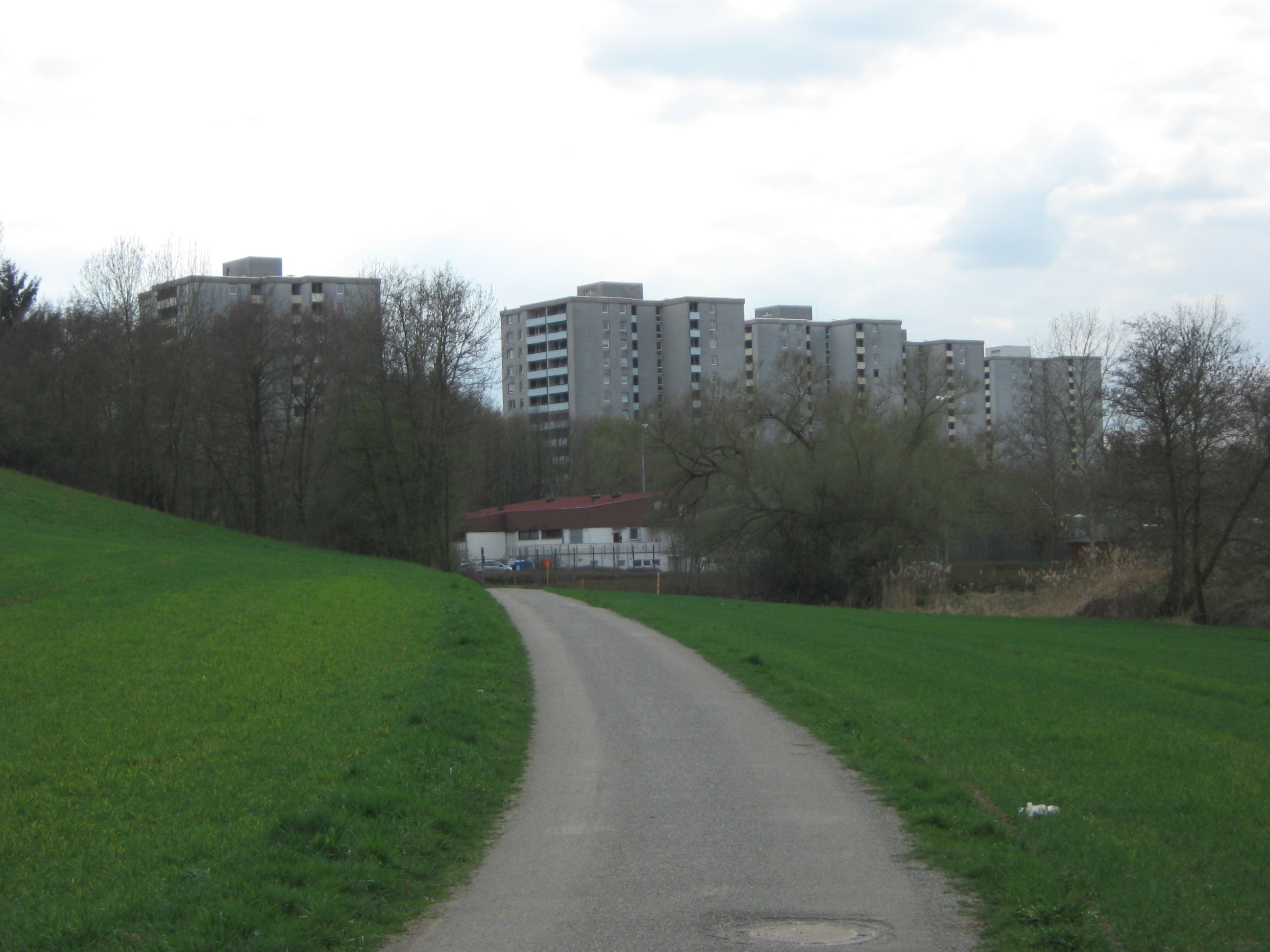
Die Hochhäuser der Frankfurter Straße in Orschel-Hagen aus Richtung Nord-Ost (2013)

In Orschel-Hagen gibt es zwei Schulen, mehrere Kindergärten, ein Hallenbad, einen Polizeiposten sowie am Dresdner Platz ein Einkaufszentrum mit Arztpraxen, Logopädiepraxis, Jugendhaus, Seniorentreff, Apotheke, Banken, Außenstelle der Stadtbibliothek und diversen Läden und Gastronomie. Lokaler Sportverein ist die SG Reutlingen. Südlich des Zentrums liegen die katholische St.-Andreas-Kirche und die evangelische Jubilatekirche. Von 1973 bis 1976 war in Orschel-Hagen das Grundschulmodell Gutenbergschule Reutlingen Orschel-Hagen angesiedelt. Heute ist die Schule eine zwölfklassige Förderschule.
Viele Straßennamen in Orschel-Hagen erwähnen frühere freie Reichsstädte, so wie Reutlingen selbst eine war.
Der ÖPNV wird durch die Reutlinger Stadtverkehr GmbH betrieben. Die Bus-Linien 4, 22, 23 und 24(Nachtbusse: N6 und N7) enden in Orschel-Hagen, die Linien 1 und 3 streifen westlich an Orschel-Hagen und fahren die nördlichen Reutlinger Stadtbezirke an. Von 1964 bis 1970 war Orschel-Hagen durch die Linie 4 der Straßenbahn Reutlingen angebunden, deren Trasse ab dem Abzweig von der Rommelsbacher Straße noch gut zu erkennen ist: Auf ihr verläuft ein Geh- und Radweg südlich des Wimpfener Wegs nach Osten bis zum Leutkircher Weg, wo im Bereich der ehemaligen Wendeschleife ein Spielplatz angelegt ist, im Volksmund „der Achter“ genannt.
Vom Zentrum von Orschel-Hagen bis zum Autobahnzubringer nach Stuttgart (B 27) sind es circa sechs Kilometer Fahrstrecke.
Im zweijährigen Rhythmus findet das Stadtteilfest statt. Es wird zentral auf dem Dresdner Platz gefeiert, zuletzt am 8./9. Juli 2023, samstags mit Unterhaltungs- und Spielprogramm, sonntags mit einem ökumenischen Openair-Gottesdienst und anschließendem Weißwurstessen.
Nördlich der Schwimmhalle Orschel-Hagen befindet sich ein ehemaliger Friedhof. Er gehörte von 1894 bis 1979 zu Rappertshofen. Diese Einrichtung für Menschen mit Behinderung betreibt einen Buchladen im Zentrum von Orschel-Hagen.